# قاموس أكسفورد اللاتيني
قاموس أكسفورد اللاتيني، (أو OLD) هو معجم إنجليزي قياسي لاتيني كلاسيكي، وقد تم تجميعه من مصادر مكتوبة قبل 200 م. بدأ في عام 1933، ونُشر في ملزمة بين عامي 1968 و 1982 ؛ تم إصدار طبعة ثانية مراجعة قليلاً في عام 2012.
تم إنشاء القاموس من أجل تلبية الحاجة إلى معجم باللغة اللاتينية - الإنكليزية أكثر حداثة من معجم لويس وشورت اللاتيني (1879)،  بينما كان أقل طموحًا في النطاق من قاموس المرادفات لينغوا لاتينية (قيد التقدم). وقد استند إلى قراءة جديدة للمصادر الكلاسيكية، في ضوء التقدم في صناعة المعاجم في إنشاء قاموس أكسفورد الإنجليزي.

## التاريخ
على الرغم من أن معجم لويس وشورت اللاتيني استخدم على نطاق واسع في العالم الإنجليزي بنهاية القرن التاسع عشر، إلا أن العيوب التي أصابها كانت محسوسة على نطاق واسع بين الكلاسيكيين. وفي حين حاولت مطبعة جامعة أكسفورد إنشاء معجم لاتيني جديد منذ عام 1875، فشلت هذه المشاريع. وحفزت منظمة شريان الحياة من خلال تقديم ألكسندر سوتر تقريراً في عام 1924 عن أوجه القصور في لويس وشورت؛ وأصبح في نهاية المطاف أول محرر في القاموس. وقد بدأ تجميع أكثر من مليون اقتباس استند إليه العمل في عام 1933. بعد تقاعد سوتير في عام 1939، سيريل بيلي وجايم. تم تعيين «ويللي» مُسقاً. واعتباراً من عام 1949، كان ويللي المحرر الوحيد، وحل محله في عام 1954 رئيس هيئة التحرير في أعقاب توترات بين موظفي التحرير. «غلير»، الذي بقي في الموقع حتى الانتهاء من معجمه. وقد نشر القاموس في الأصل في ثماني كراسات كل سنتين من عام 1968 حتى عام 1982. ويحتوي القاموس الكامل على 000 40 مدخل (تشمل 000 100 من الحواس). تم استقبالها جيدًا من قبل الكلاسيكيين عمومًا.
ومن بين أعضاء هيئة التحرير الآخرين C.O.  برينك (1938-1942)، إ.  باركر (1939-1946)، إم ألفورد (1942-45)، ج.  إدواردز (1950-1969)، جي دي كريج (1952-53)، سي.  هوارد (1952-58)، ج.  تورتون (1954-70)، آر إتش آر سي.  بالمر (1957-1982)، ج.  لي (1968- بارو (1954-1982)، س. ترينكنر (1955-57)، 82)، ود. رافين (1969-70).
وفي عام 2012، نُشرت طبعة ثانية من القاموس في مجلدين (يميل ملزم طبعة عام 1982 من مجلدا واحدا إلى التراجع عن وزن الورق)، ويُزيل بعض الترجمات الإنكليزية التي تعتبر الآن عتيقة، ويعرض المادة بطريقة أوضح باستخدام شكل أرنو.

## مقارنة مع القواميس الأخرى
على الرغم من أن القصد من مكتب أمين المظالم هو أن يحل محل معجم لويس وشورت منذ عام 1879، فإن افتقارها إلى المعلومات عن الكتابات اللاتينية من بعد 200م قد أثار انتقادات من مستخدميها. وكان تغطية لويت وشورت لللاتينية المتأخرة والكرسيكية (إذا كانت غير متسقة)، إلى جانب إتاحة هذا القاموس بحرية على شبكة الإنترنت، أن هذا القاموس لا يزال قيد الاستخدام المستمر.
قاموس المرادفات لينغوا لاتينيه هو أكثر طموحا بكثير من OLD، ولكن بعد أكثر من 100 سنة وقد تم نشر أكثر من ثلثي هذا القاموس الشامل.

## روابط خارجية
- إصدارات أكسفورد الدراسية عبر الإنترنت